# Niphargus hrabei
Niphargus hrabei é uma espécie de crustáceo da família Niphargidae.
Pode ser encontrada nos seguintes países: Austria, Croácia, Hungria, Roménia, Rússia, Sérvia e Montenegro, Eslováquia e Ucrânia.